# A Lover's Oath
A Lover's Oath é um filme perdido de fantasia mudo americano de 1925, dirigido por Ferdinand P. Earle e estrelado por Ramon Novarro. O filme é baseado no Rubaiyat de Omar Khayyam, traduzido por Edward Fitzgerald, e incluiu citações de seu texto em intertítulos. O ator Milton Sills foi o cenarista e montador do filme.
O filme foi rodado em 1920-21 e não foi lançado até 1925. O ator Edwin Stevens morreu em 1923 antes de o filme ser lançado.

## Elenco
- Ramon Novarro como Ben Ali
- Kathleen Key como Sherin
- Edwin Stevens como Hassan Ben Sabbath
- Frederick Warde como Omar Khayyam
- Hedwiga Reicher como Hassan's Wife
- Snitz Edwards como Omar's Servant
- Charles A. Post como Commander of the Faithful
- Arthur Edmund Carewe como Prince Yussuf

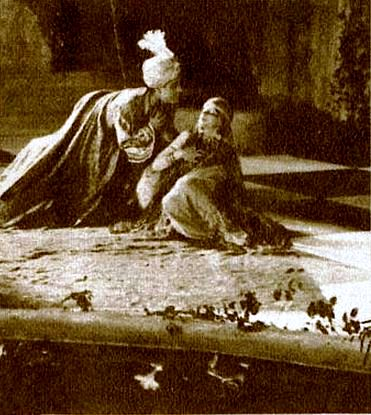
Ramon Novarro and Kathleen Key em A Lover's Oath

- Paul Weigel como Sheik Rustum
- Philippe De Lacy como His Son
- Warren Rogers como Haja

## Produção
Para seu lançamento em 1925 pela Astor Pictures, uma pequena distribuidora, Milton Sills editou o filme de 1922 para enfatizar o papel de Novarro, que então era uma estrela em ascensão. Novarro se recusou a cooperar com o pedido de alguns novos close-ups e, segundo consta, alguns clipes mais antigos de Novarro foram editados no filme. Apesar disso, o filme não foi bem recebido pela crítica ou pelo público.

## Status de Preservação
A Lover's Oath é um filme perdido, porém exite um fragmento (cerca de trinta segundos) mantido pelo Academy Film Archive; o arquivo preservou o filme em 2009. Uma seção adicional de 35 metros foi aparentemente descoberta e enviada ao YouTube no final de 2019.